# Cementerio judío de Maguncia
El Judensand literal „Arena de los judíos“ el cementerio judío de Maguncia era el cementerio judío más viejo situado al nordeste de la antigua ciudad de Maguncia. Al lado de Heiliger Sand (Arena santa) se considera como más viejo cementerio judío en Europa.

## Historia
La lápida más antigua todavía legible es la de "Jehudah ben Senior" (1049)

### Epigrafía
Las inscripciones epigráficas, tradicionalmente en hebreo en los cementerios judíos antiguos, estaban acompañadas ocasionalmente en Magenza por transcripciones en otra lengua.